# 泰布爾冰原島峰
68°30′S 62°57′W / 68.500°S 62.950°W
泰布爾冰原島峰（英語：Table Nunatak），是南極洲的冰原島峰，位於帕爾默地東岸，處於阿加西角以東0.9公里，在1940年由美國研究隊發現，現時由南極條約體系管理。